# Pher Erick Seagren

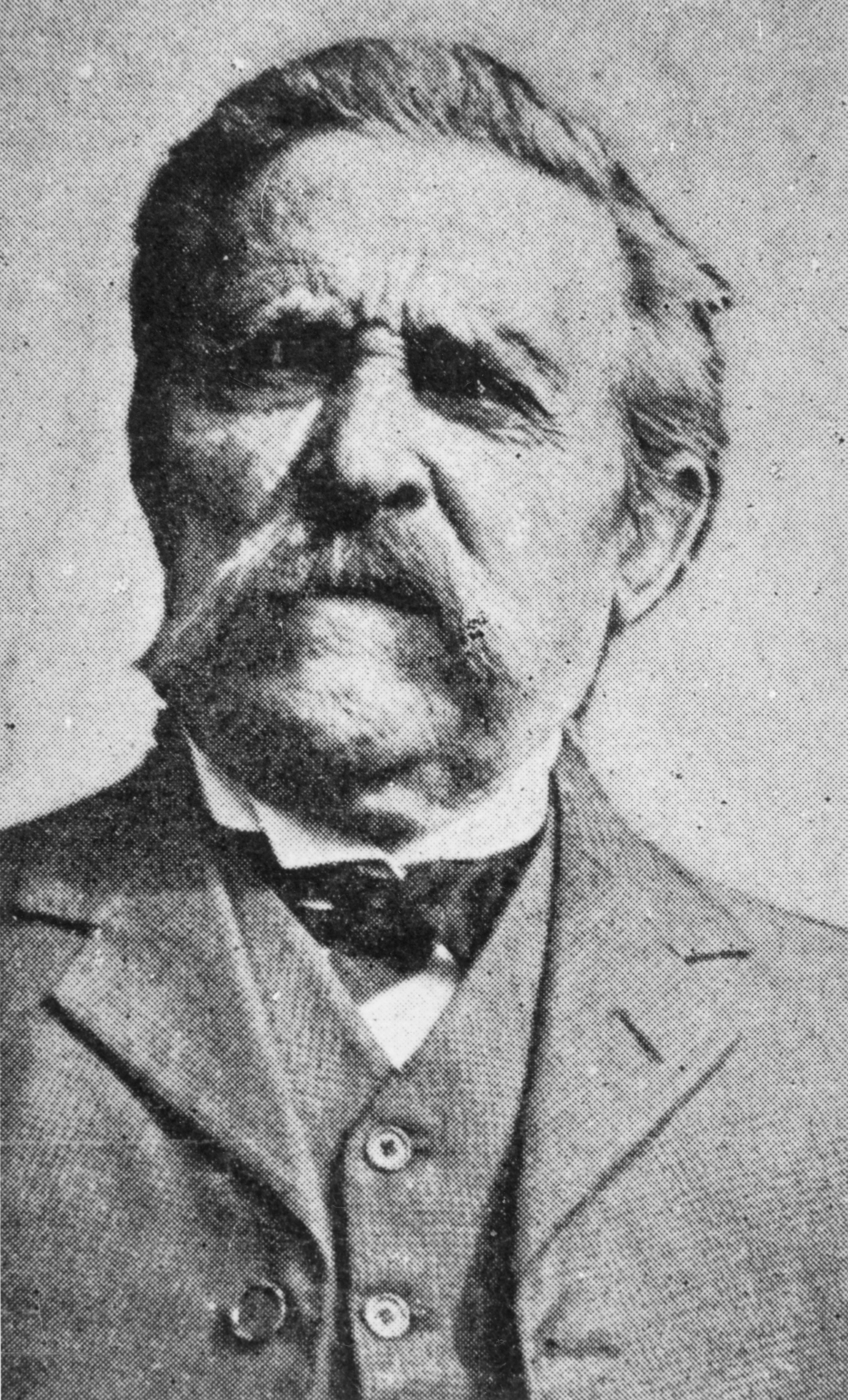
Svenskfödde Pher Erick Seagren (Sjögren), ledande borgare i Cooktown

Pher Erick Seagren (Sjögren), född 14 maj 1845 i ”Maklinta” (troligen felskrivning för Möklinta), död 3 februari 1934 i Cooktown, var en av de ledande borgarna i staden Cooktown, som grundades 1873 vid den slutliga erövringen av Guugu Yimithirr-landet i nordöstra delen av Australiens fastland. Han kom till Rockhampton 1871 och blev finsnickare. År 1874 lämnade han Rockhampton för att deltaga i guldrushen kring Palmer River, men fortsatte i stället som finsnickare i det nygrundade Cooktown. Under större delen av sin återstående levnad var han ledande i stadens styre, bland annat som borgmästare (mayor) i nio år, och ägde som mest 39 fastigheter i staden. Hans huvudfastighet, från 1975 känd som Seagren’s Inn, är en av stadens viktigaste historiska byggnader.